# NanoHealth
NanoHealth — индийская социальная медицинская компания, специализирующаяся на лечении хронических заболеваний, таких как сахарный диабет, бронхиальная астма и артериальная гипертензия у людей из трущоб. Компания появилась в 2014 году благодаря победе на конкурсе студенческих социальных проектов Hult Prize.

## История
Компания была задумана ещё в 2013 году пятью выпускниками Индийской школы бизнеса в индийском городе Хайдарабад. Выиграв на региональном финале Hult Prize в марте 2014 года, молодым людям удалось запустить пилотную версию проекта NanoHealth уже в апреле. В июле индийский конгломерат GVK становится партнёром компании.
Основное внимание NanoHealth сосредоточила на создании медицинской сети для местных общинных медработников, которые с помощью аппарата «Doc-in-a-Bag» смогут диагностировать хронические заболевания у пациентов.
23 сентября 2014 года компания одержала победу в финале Hult Prize, проходящем в Нью-Йорке. Награда была вручена бывшим президентом США Биллом Клинтоном. NanoHealth стали первой компанией из Индии, выигравшей этот конкурс.
В феврале 2015 компания развернула 5 медицинских пунктов в трущобах Хайдарабада.

## Партнёры
- GVK BIO’s HEART[4]
- Youth for Seva[5]
- Tabeeb[6]